# Ascanio Castagna
Ascanio Castagna (1567 - 16 de dezembro de 1627) foi um prelado católico romano que serviu como bispo de Isola (1622–1627).

## Biografia
Ascanio Castagna nasceu em Turim, na Itália, em 1567. No dia 8 de agosto de 1622, foi nomeado Bispo de Isola durante o papado de Gregório XV. A 11 de setembro de 1622, foi consagrado bispo por Ottavio Bandini, cardeal-bispo de Palestrina, com Ulpiano Volpi, bispo de Novara, e Alessandro Guidiccioni, bispo de Lucca, servindo como co-consagradores. Serviu como Bispo de Isola até à sua morte no dia 16 de dezembro de 1627.